# Economia dell'Irlanda del Nord
L'economia dell'Irlanda del Nord è la più piccola delle quattro nazioni del Regno Unito. L'Irlanda del Nord un tempo aveva un'economia industriale tradizionale, in particolare la cantieristica navale, la produzione di corde e il tessile, ma la maggior parte delle industrie pesanti sono state sostituite dal settore terziario.
Oggi, l'Irlanda del Nord è ancora segnata dal conflitto nordirlandese intercorso tra la fine degli anni '60 e la metà degli anni '90.

## Panoramica

### Produzione economica e crescita
L'Irlanda del Nord ha l'economia più piccola delle regioni NUT 1 del Regno Unito, valutata a 2,74 miliardi di GBP (3,78 miliardi di EUR) [Quando?]. Rispetto ad altre regioni, la scala è equivalente ai due terzi dell'area con la seconda economia più piccola, l'Inghilterra nord-orientale. Tuttavia, la piccola popolazione dell'Irlanda del Nord è la ragione della sua economia relativamente piccola; Il PIL pro capite dell'Irlanda del Nord di £ 15.200 (21.000 euro) è superiore a quello dell'Inghilterra nord-orientale e del Galles.
Le aree rurali, compreso il nord-ovest, sono particolarmente svantaggiate e hanno i più alti tassi di disoccupazione e povertà in Irlanda del Nord. Infrastrutture scadenti ostacolano lo sviluppo economico della regione. L'Università dell'Ulster ha trasferito molti corsi a Jordanstown.
Negli anni '90, il tasso di crescita economica dell'Irlanda del Nord ha superato quello di altre regioni britanniche, in parte a causa della rapida crescita economica della Repubblica d'Irlanda (nota come la tigre celtica) e del cosiddetto "dividendo della pace". All'inizio del millennio, la recessione economica ha causato un rallentamento del ritmo di crescita al livello del resto del Regno Unito, ma poi è rimbalzato e ha continuato a crescere; nel 2005, si stima che l'economia dell'Irlanda del Nord sia cresciuta del 3,2%, quasi il doppio della crescita complessiva del Regno Unito. Le prospettive di crescita sono superiori rispetto al resto del Regno Unito. Un'indagine condotta dalla banca Halifax nell'aprile 2007 ha rilevato che il prezzo medio delle case in Irlanda del Nord era uno dei più alti del Regno Unito, subito dopo quello di Londra, del sud-ovest e del nord-ovest dell'Inghilterra. Il sondaggio ha anche rilevato che l'Irlanda del Nord occupa tutti i primi dieci "punti caldi" per l'acquisto di case, di cui le aree di Craigavon e Newtownards sono aumentate del 55%. Tuttavia, fino al 2018, il prezzo medio delle case in Irlanda del Nord era il più basso del Regno Unito, circa il 40% inferiore al prezzo prima dello scoppio della bolla dei prezzi delle case del 2008.

### Occupazione
Rispetto al picco del 17,2% nel 1986, il tasso di disoccupazione in Irlanda del Nord è diminuito drasticamente negli ultimi anni ed è ora intorno al 6,1%. La disoccupazione giovanile e la disoccupazione di lunga durata sono diminuite più rapidamente. Il tasso di inattività in età lavorativa è del 28%, il più alto del Regno Unito.
Rispetto all'intero Regno Unito, la macroeconomia dell'Irlanda del Nord è caratterizzata da orari di lavoro effettivi relativamente lunghi e bassi divari di reddito di genere.

## Investimento
Durante il conflitto nordirlandese, l'Irlanda del Nord ha ricevuto solo una piccola quantità di investimenti esteri.
Dopo la firma dell'Accordo di Belfast, gli investimenti in Irlanda del Nord sono aumentati in modo significativo. La maggior parte degli investimenti si concentra sull'area metropolitana di Belfast e sull'area metropolitana di Derry (l'area metropolitana di Derry ha meno investimenti). I progetti principali includono un progetto di vendita al dettaglio del valore di 400 milioni di sterline nel cuore di Belfast, Victoria Square. La città ha realizzato il più grande sviluppo del lungomare in Europa con il piano del Titanic Quarter, che ha costato più di 1 miliardo di sterline e avuto la durata di sette anni. Laganside Corporation è stata in prima linea nel progetto di ricostruzione della sponda del fiume Lagan. Finora, la società ha investito 800 milioni di sterline nell'area della sponda del fiume e ha anche investito molto nel Cathedral Quarter. A Derry, la ILEX Urban Renaissance Company si è ritirata. Sebbene Derry sia la seconda città più grande dell'Irlanda del Nord, l'area sta ricevendo investimenti. Le aziende culturali non esistono più.
Inoltre, il Dipartimento per l'economia del governo ha incaricato un gruppo industriale scientifico: Matrix Company di fornire al governo raccomandazioni scientifiche e tecnologiche per la ricerca e lo sviluppo del business.
Il team Matrix è determinato ad aumentare la ricchezza dell'Irlanda del Nord e incoraggia l'uso della sua fondazione scientifica e di ricerca e sviluppo. Il suo rapporto di lavoro mostra che l'Irlanda del Nord ha ancora bisogno di scienza, sviluppo tecnologico, innovazione economica e posti di lavoro.
Le raccomandazioni del gruppo sono i risultati congiunti dei leader e degli esperti del settore tecnologico dell'Irlanda del Nord.

## Agricoltura
A causa degli elevati costi del lavoro e degli investimenti di capitale, l'agricoltura dell'Irlanda del Nord è stata fortemente meccanizzata, compresi gli investimenti privati e gli agricoltori nell'ambito della politica agricola comune dell'UE. Nel 2000, l'agricoltura rappresentava il 2,4% della produzione economica dell'Irlanda del Nord, che costituiva più dell'1% della produzione agricola del Regno Unito. Come altri paesi del Regno Unito, il bestiame e i prodotti lattiero-caseari rappresentano la maggior parte della produzione agricola. Le colture principali sono la patata, l'orzo e il frumento (tra i più importanti) e la barbabietola da zucchero. Si allevano soprattutto ovini e bovini (da cui si ricava carne e lana).

## Produzione
L'industria pesante è concentrata intorno a Belfast e anche altre grandi città e paesi dell'Irlanda del Nord hanno aree legate all'industria pesante. Le aziende leader nell'industria pesante sono: l'agroalimentare, il tessile ed l'elettronica, seguite dalla fabbricazione della carta, produzione di mobili, aerospaziale e cantieristica, concentrate nella parte orientale dell'Irlanda del Nord. Tra le varie industrie manifatturiere, l'industria manifatturiera del lino nordirlandese è la più nota ed è considerata la fonte di lino più nota in Europa.
Sebbene il rapporto di produzione economica dell'industria manifatturiera sia inferiore a cinque anni fa, a causa della rapida crescita dell'industria dell'Irlanda del Nord dal 1998 al 2001, la produzione manifatturiera dell'Irlanda del Nord è rimasta sostanzialmente invariata. Ma questa buona scena nasconde i cambiamenti estremi nel livello della catena di produzione manifatturiera, passando dalle industrie tradizionali (tessile, cantieristica, ecc.) alle industrie ad alta tecnologia e ad alta intensità di capitale. Nel 2005 solo le industrie metalmeccaniche e chimiche (le due industrie di livello superiore della filiera) hanno registrato una crescita, mentre la produzione tessile è diminuita del 18%.
In Irlanda del Nord, l'ingegneria è la più grande area di produzione, in particolare la produzione di macchinari aerospaziali e pesanti. Bombardier Aerospace è la società industriale con il maggior numero di dipendenti nella regione, con un totale di 5.400 dipendenti in cinque uffici nell'area metropolitana di Belfast. Altre importanti società di ingegneria in Irlanda del Nord includono Caterpillar, Dow DuPont, Emerson Electric, Fujitsu, Allstate NI, Seagate Technology e North American Coal. La maggior parte di queste aziende ha ricevuto sostegno finanziario dal governo britannico e ha stretti legami accademici e commerciali con la Queen's University Belfast e l'Università dell'Ulster. Tra queste, la Queen's University Belfast è una delle migliori università britanniche per tutti i corsi di ingegneria.
Il famoso Harland and Wolff di Belfast è stato il più grande cantiere navale del mondo del XX secolo, destinato a incontrare una forte concorrenza internazionale negli anni '70 e '80 e il rapido declino. Negli anni '90, l'azienda si è diversificata nell'ingegneria civile e nella produzione industriale ed è stata responsabile della costruzione di ponti e piattaforme petrolifere. L'azienda sperava di rivitalizzare l'industria cantieristica costruendo la Queen Mary II , ma l'offerta fallì. La maggior parte dei progetti su Queen's Island si è ridotta e una grande quantità di terreno (incluso il molo dove è stato costruito il Titanic) che è stato venduto e ricostruito nel Titanic Quarter, un nuovo agglomerato residenziale, commerciale e di industriale high-tech. La nuova piccola e moderna darsena del cantiere ha richiesto solo 800 dipendenti per operare. Harland and Wolf Shipyards non ha costruito nuove navi dal 2003, ma ci sono stati più segni di coinvolgimento nel settore della costruzione navale, tra cui la demolizione, la riparazione e il rimontaggio delle navi. La società partecipa inoltre attivamente alla progettazione e costruzione di apparecchiature per la generazione di energia offshore (comprese turbine eoliche e motori a turbina idraulica).

## Industria dei servizi
Come in tutte le economie avanzate, il settore dei servizi rappresenta la maggior parte dell'occupazione e della produzione economica. Il settore dei servizi rappresenta quasi il 70% della produzione economica e il 78% dell'occupazione.

### Turismo
Sebbene il conflitto nordirlandese abbia portato un'immagine negativa alla regione, il turismo è una parte importante dell'economia dell'Irlanda del Nord. Nel 2004, il numero di turisti è aumentato del 4% a 2,1 milioni e le entrate del turismo sono aumentate del 7% a 325 milioni di sterline, rappresentando l'1% dell'economia complessiva della regione. Grazie al continuo sviluppo pacifico dell'Irlanda del Nord e alla normalizzazione della sua immagine, il turismo è considerato la principale direzione di sviluppo economico in futuro. Le famose attrazioni turistiche includono: la storica città di Derry, Belfast e Armagh, il Selciato del gigante, i castelli dell'Irlanda del Nord e così via. Nel 2012, il Northern Ireland Tourism Board ha organizzato un'attività di promozione turistica denominata "NI 2012 Our Time, Our Place". Un istituto di ricerca indipendente commissionato dalla Turism Administration ha analizzato la promozione attraverso un totale di 31 milioni di sterline di entrate da gennaio a ottobre 2012 e all'inizio del 2013. Tra i progetti guidati da questa attività, i più interessanti sono l'apertura del Titanic Belfast il museo dedicato al Titanic (costo 3,1 milioni di sterline) e la costruzione del Giant's Causeway Visitor Center.

## Settore pubblico
Il governo britannico ha emesso un totale di 5 miliardi di sterline in sussidi nel 2006, che è circa il 20% del PIL dell'Irlanda del Nord. Durante la grande recessione del 2009-2010, l'importo totale dei sussidi è salito a 11,547 miliardi di sterline, per poi tornare a 9,16 miliardi di sterline nel 2013-2014. Nel 2017, un centro di ricerca economica e sociale ha pubblicato un articolo di un esperto che stima il pagamento annuale di sussidi per un valore di 10,8 miliardi di euro. Alla fine del 2018, l'Irish Times ha stimato che i sussidi erano aumentati a 10,8 miliardi di sterline quell'anno, ovvero un quarto della produzione economica dell'Irlanda del Nord.

## Valuta
La valuta ufficiale dell'Irlanda del Nord è la sterlina britannica. L'euro utilizzato nella Repubblica d'Irlanda è accettato anche dai negozi adiacenti al confine irlandese.
Inoltre, quattro banche nordirlandesi hanno il potere di stampare banconote in sterline britanniche: Bank of Ireland, First Trust Bank, Danske Bank e Ulster Bank. La principale banca centrale del Regno Unito è la Banca d'Inghilterra.

## Energia
Il consumo di energia primaria dell'Irlanda del Nord è di circa 4,9 milioni di tonnellate equivalenti di petrolio. La stragrande maggioranza dell'energia proviene da combustibili fossili.
La pianificazione della politica energetica regionale è di competenza del Dipartimento per l'economia dell'Esecutivo dell'Irlanda del Nord.

### Elettricità
La trasmissione di energia elettrica in Irlanda del Nord è gestita dalla Northern Ireland System Control Company (SONI) e la Northern Ireland Electric Company (NIE) è responsabile della distribuzione dell'energia e della gestione degli impianti collegati a 850.000 clienti. Nel 2002-2003, l'Irlanda del Nord ha utilizzato 7,867 miliardi di kWh di elettricità, con una media di 4,6 milioni di kWh a persona. Rispetto all'utilizzo pro capite in altre parti del Regno Unito (5,6 milioni di kWh), ogni persona risparmia il 18% di elettricità. La centrale elettrica principale si trova a Ballylumford ed è gestita da Quality Energy Corporation. C'è anche la centrale elettrica di Coolkeeragh a Derry. Il sistema di trasmissione in tutta l'isola d'Irlanda opera come un unico sistema e dispone di centri di controllo a Dublino e Belfast.
Il sistema di trasmissione dell'energia dell'Irlanda del Nord è collegato alla Repubblica d'Irlanda da tre connettori transfrontalieri. Il connettore principale che può trasmettere 1,2 gigawatt si trova tra Tandragee e Louth. Ci sono anche due connettori di ricambio che possono trasmettere un totale di 240 milioni di watt. Questa rete combinata su tutta l'isola è collegata alla rete nazionale sull'isola della Gran Bretagna dall'interconnettore HVDC Moyle da 500 MW, sotto il Canale del Nord.

## Trasporti
L'Irlanda del Nord ha un totale di 24.820 km (15.420 mi) di strade, o 1 km per ogni 68 persone (1 mi per ogni 109 persone), che è considerevolmente più che nel Regno Unito nel suo insieme (1 km per 162 persone). Ci sono sette autostrade in Irlanda del Nord, che si estendono radialmente da Belfast e collegano quella città ad Antrim, Dungannon, Lisburn, Newtownabbeye Portadown.
Le Northern Ireland Railways (NIR) gestiscono treni passeggeri e attualmente non trasportano merci sebbene sia possibile trasportare merci. NIR ha intrapreso investimenti significativi sulla linea ferroviaria Belfast-Derry per aggiornare l'infrastruttura tra Belfast e Derry, le più grandi città dell'Irlanda del Nord. NIR collega Belfast Great Victoria Street e Lanyon Place ad Antrim, Ballymena, Coleraine, Portrush, Derry lungo il Northern Corridor e la rete ferroviaria suburbana di Belfast serve luoghi vicino a Belfast, insieme all'Enterprise collegando Lisburn, Portadown, Newry e oltre il confine lungo la linea ferroviaria Dublino-Belfast a Dublino Connolly.
L'Irlanda del Nord ha tre aeroporti civili: Belfast-Città, Belfast Internazionale e Città di Derry. Solo l'aeroporto di Belfast-Città è servito dal treno, dalla stazione di Sydenham sulla ferrovia Bangor.
I principali porti marittimi dell'Irlanda del Nord includono il porto di Belfast, il porto di Derry e il porto di Larne. Il porto di Belfast è uno dei principali porti del Regno Unito, ha movimentato 17 milioni di tonnellate (16,7 milioni di tonnellate lunghe ) di merci nel 2005.
Oltre a questi collegamenti esistenti, diverse organizzazioni hanno proposto un tunnel sotto il Canale del Nord, con un possibile sito che collega la parte orientale dell'Irlanda del Nord al Wigtownshire. L'idea è stata presa in considerazione a partire dal XIX secolo, ma, a partire dal 2012, nessun grande partito politico ha sostenuto un tale collegamento, a causa di vincoli finanziari.